# Prestatyn Town Football Club
Prestatyn Town F.C. é uma equipe galês de futebol com sede em Prestatyn. Disputa a primeira divisão de País de Gales (Campeonato Galês de Futebol).
Seus jogos são mandados no Bastion Road, que possui capacidade para 2.300 espectadores.

## História
O Prestatyn Town F.C. foi fundado em 1910.